# Büdelsdorf
Büdelsdorf (tiếng Đan Mạch: Bydelstorp) là một thị trấn thuộc huyện Rendsburg-Eckernförde, bang Schleswig-Holstein.